# Marcellus (Frankrijk)
Marcellus is een gemeente in het Franse departement Lot-et-Garonne (regio Nouvelle-Aquitaine) en telt 699 inwoners (1999). De oppervlakte bedraagt 11,77 km², de bevolkingsdichtheid is 59 inwoners per km².

## Demografie
Onderstaande figuur toont het verloop van het inwonertal (bron: INSEE-tellingen).

1. ↑  Populations de référence 2022.